# Campeonato Português de Hóquei em Patins de 2017–18
O Campeonato Português de Hóquei em Patins de 2017–18 foi a 78.ª edição do principal escalão do campeonato português de Hóquei em Patins. A competição, organizada pela Federação de Patinagem de Portugal, foi disputada por 14 clubes.
O Sporting Clube de Portugal sagrou-se campeão na 25ª e penúltima jornada ao bater o Porto por 4–3, terminando um jejum de três décadas sem ganhar o maior título do Hóquei em Patins português. 

## Participantes
| Associações de Patinagem                | Associações de Patinagem           | Associações de Patinagem                                | Associações de Patinagem | Associações de Patinagem | Associações de Patinagem | Associações de Patinagem |
| AP Lisboa                               | AP Porto                           | AP Minho                                                | AP Aveiro                | AP Leiria                | AP Alentejo              | AP Ribatejo              |
| --------------------------------------- | ---------------------------------- | ------------------------------------------------------- | ------------------------ | ------------------------ | ------------------------ | ------------------------ |
| - SL Benfica - Sporting - Paço de Arcos | - Porto - Valongo - Infante Sagres | - OC Barcelos - Juventude de Viana - Valença - HC Braga | - Oliveirense            | - Turquel                | - HCP Grândola           | - SC Tomar               |

| Equipa             | Cidade              | Capacidade                       | Lotação |
| ------------------ | ------------------- | -------------------------------- | ------- |
| Barcelos           | Barcelos            | Municipal de Barcelos            | 2400    |
| Benfica            | Lisboa              | Pavilhão da Luz Nº 1             | 2400    |
| HC Braga           | Braga               | Pavilhão das Goladas             | 1000    |
| HCP Grândola       | Grândola            | Complexo Desportivo José Afonso  |         |
| Infante Sagres     | Porto               | Pavilhão do Clube Infante Sagres | 1000    |
| Juventude de Viana | Viana do Castelo    | Municipal de Monserrate          | 2020    |
| Oliveirense        | Oliveira de Azeméis | Pavilhão Dr. Salvador Machado    | 2300    |
| Paço de Arcos      | Oeiras              | Pavilhão Jesus Correia           | 250     |
| Porto              | Porto               | Dragão Caixa                     | 2179    |
| Sporting           | Lisboa              | Pavilhão João Rocha              | 3000    |
| Sp. Tomar          | Tomar               | Municipal Cidade de Tomar        | 900     |
| Turquel            | Turquel             | Pavilhão de Turquel              | 2000    |
| Valença            | Valença             | Municipal de Valença             |         |
| Valongo            | Valongo             | Municipal de Valongo             | 1500    |

## Calendário
|                    | SCP | ADV | CIS  | HCB | GRA  | ÓCB | SCT | CDPA | AJV  | SLB  | HCT | FCP | VHC  | UDO  |
| Sporting CP        |     | 3-1 | 7-1  | 5-3 | 11-4 | 7-2 | 6-0 | 13-2 | 7-1  | 3-3  | 7-1 | 4-3 | 2-1  | 9-1  |
| AD Valongo         | 3-5 |     | 4-2  | 5-2 | 8-0  | 5-1 | 6-4 | 3-2  | 4-2  | 2-2  | 5-1 | 3-5 | 4-0  | 10-3 |
| C Infante Sagres   | 3-6 | 3-9 |      | 4-3 | 6-4  | 2-8 | 0-3 | 4-6  | 2-5  | 5-12 | 3-5 | 1-9 | 3-6  | 4-9  |
| HC Braga           | 2-6 | 2-4 | 10-5 |     | 4-3  | 3-2 | 3-4 | 6-4  | 2-5  | 1-5  | 3-2 | 2-5 | 2-4  | 2-5  |
| HCP Grândola       | 1-4 | 1-3 | 4-3  | 3-4 |      | 3-4 | 1-1 | 2-7  | 2-6  | 2-7  | 3-3 | 2-7 | 1-6  | 1-7  |
| ÓC Barcelos        | 2-2 | 5-3 | 4-2  | 6-5 | 6-3  |     | 4-4 | 3-2  | 5-3  | 1-3  | 2-1 | 3-2 | 4-2  | 2-3  |
| SC Tomar           | 1-3 | 4-2 | 5-1  | 4-3 | 12-2 | 1-3 |     | 4-1  | 4-2  | 2-5  | 7-4 | 2-5 | 5-3  | 1-5  |
| CD Paço de Arcos   | 0-3 | 4-5 | 9-1  | 4-4 | 3-3  | 3-3 | 3-2 |      | 3-4  | 4-7  | 5-3 | 3-8 | 6-4  | 7-6  |
| Juventude de Viana | 2-3 | 5-5 | 5-3  | 7-3 | 8-2  | 3-2 | 5-2 | 7-3  |      | 2-3  | 4-2 | 2-7 | 6-5  | 5-5  |
| SL Benfica         | 4-7 | 7-3 | 9-5  | 9-2 | 10-4 | 2-1 | 5-1 | 10-0 | 11-2 |      | 4-0 | 6-2 | 11-2 | 5-2  |
| HC Turquel         | 1-7 | 8-6 | 8-8  | 3-3 | 8-1  | 5-5 | 2-2 | 8-3  | 7-3  | 1-6  |     | 0-4 | 4-3  | 2-2  |
| FC Porto           | 2-1 | 9-2 | 13-2 | 7-2 | 14-2 | 7-4 | 5-0 | 9-6  | 8-3  | 7-7  | 5-3 |     | 13-4 | 4-1  |
| Valença HC         | 0-2 | 7-5 | 4-5  | 6-5 | 7-6  | 1-4 | 3-4 | 2-3  | 3-3  | 3-5  | 2-5 | 1-5 |      | 4-6  |
| UD Oliveirense     | 4-4 | 4-3 | 11-2 | 4-2 | 7-2  | 5-4 | 3-4 | 3-2  | 4-3  | 4-4  | 8-0 | 1-3 | 12-4 |      |

Calendário 2017/18 

### Campeão
| Campeonato Português de Hóquei em Patins de 2017–18 |
| --------------------------------------------------- |
| Sporting CP 8.º título                              |

## Estatísticas

### Artilheiros
| Artilheiros | Artilheiros    | Artilheiros        | Artilheiros |
| #           | Jogador        | Equipa             | Golos       |
| ----------- | -------------- | ------------------ | ----------- |
| 1           | João Rodrigues | SL Benfica         | 50          |
| 2           | Emanuel García | Juventude de Viana | 45          |
| 3           | Gonçalo Alves  | FC Porto           | 40          |
| 4           | Jordi Adroher  | SL Benfica         | 39          |
| 5           | Vasco Luís     | HC Turquel         | 36          |

### Internacional
- «Ligações ao Hóquei em todo o Mundo»
- «Portal Atualidade hóquei em patins»
- «Mundook - Atualidade mundial do hóquei em patins»
- «Solo Hockey - Atualidade mundial do hóquei em patins» (em espanhol)